# 欽巴龍戈
34°42′S 71°3′W / 34.700°S 71.050°W

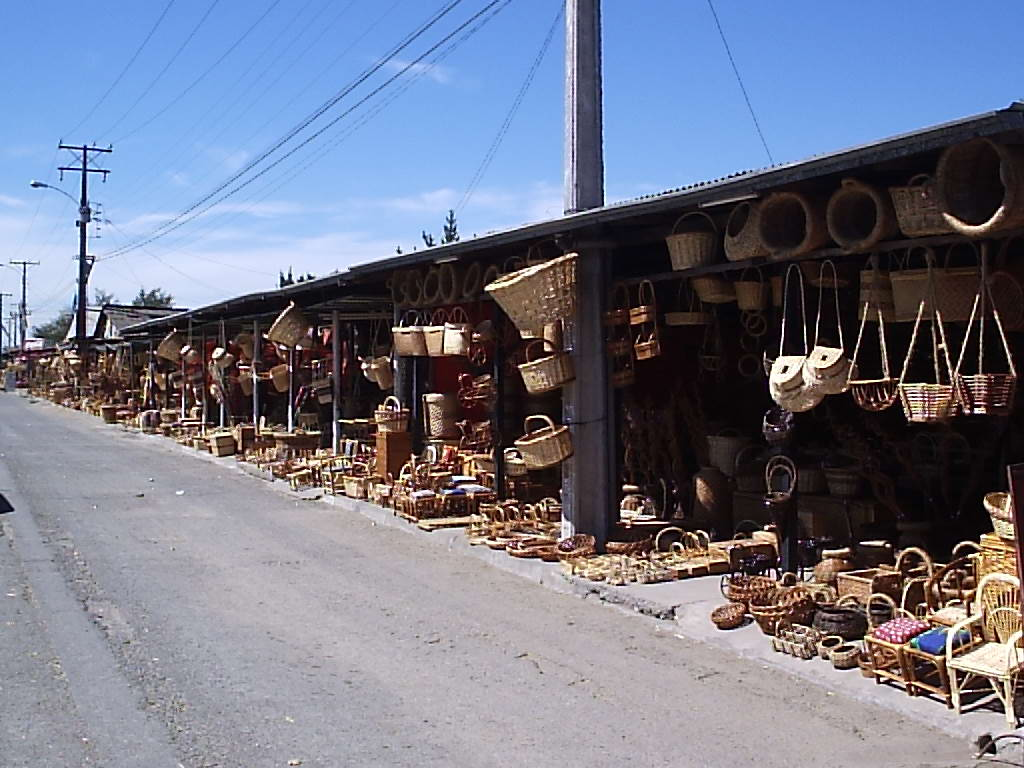

欽巴龍戈（西班牙語：Chimbarongo）是智利的城市，位於該國中部奧伊金斯將軍解放者大區的科爾查瓜省，始建於1871年3月31日，面積497.9平方公里，海拔高度295米，2012年人口33,446人，人口密度每平方公里67人。